# 1986 en Libye
Chronologie de la Libye
- 1982
- 1983
- 1984
- 1985
- 1986
- 1987
- 1988
- 1989
- 1990

Cet article traite des événements qui se sont produits durant l'année 1986 en Libye ou qui concernent ce pays.

## Événements
- 16 février : raid aérien sur Ouadi Doum. Il fut effectué par des avions français, contre la base aérienne libyenne de Ouadi Doum, dans le nord du Tchad, pendant le conflit tchado-libyen. Un second bombardement eut lieu le 7 janvier 1987[1].
- 24 mars : opération Prairie Fire[2], également connue sous le nom d'action du golfe de Syrte de 1986. C'est une opération militaire de la marine américaine impliquant le déploiement de groupes de porte-avions en mars 1986 dans le golfe contesté de Syrte en mer Méditerranée.
- 15 avril : opération El Dorado Canyon. Il s'agit d'une opération militaire américaine de bombardement menée par l’United States Air Force, l’United States Navy et l' aviation du Marine Corps contre la Jamahiriya arabe libyenne du colonel Kadhafi, le 15 avril 1986. Aussi appelée « bombardement de la Libye par les États-Unis », elle est menée en représailles de l'attentat à la bombe, dix jours avant, d'une discothèque de Berlin-Ouest fréquentée par des militaires américains. Critiquée par plusieurs pays et approuvée par d'autres, elle a abouti à un accord de compensation monétaire entre la Libye et les États-Unis en 2008.

## Sport
- La saison 1985-1986 du Championnat de Libye de football est la dix-huitième édition du championnat de première division libyen. Seize clubs prennent part au championnat organisé par la fédération. Les équipes sont réparties en deux poules où elles rencontrent leurs adversaires deux fois, à domicile et à l'extérieur. À l'issue du championnat, les deux premiers de chaque poule accèdent à la phase finale et il n'y a pas de relégation afin de faire passer le championnat à 18 clubs.